# Cytochrome oxydase
La cytochrome oxydase désigne un gène mitochondrial. L'enzyme est une allozyme, montrant une grande variabilité génétique.

## Cytochrome oxydase de type I
Le cytochrome oxydase I (COI) est le gène utilisé en routine pour le barcoding et le métabarcoding des animaux.

## Cytochrome oxydase de type II
Primers de PCR.
- C2-J-3279 (5'-GGT CAA ACA ATT GAG TCT ATT TGA AC-3')
- C2-N-3494 (5'-GGT AAA ACT ACT CGA TTA TCA AC-3')

Pour l'amplification d'un fragment de 214 bp du gène de la cytochrome oxydase II (COII).